# Vidalia thailandica
Vidalia thailandica es una especie de insecto del género Vidalia de la familia Tephritidae del orden Diptera.

## Historia
Albany Hancock y Drew la describieron científicamente por primera vez en el año 1994.